# Rodion Cămătaru
Rodion Gorun Cămătaru (Strehaia, 22 de juny de 1958) fou un futbolista romanès de la dècada de 1980.
Fou jugador de Universitatea Craiova, Dinamo București, Charleroi i Heerenveen. Fou bota d'or europea la temporada 1986-87. Fou internacional amb Romania i participà en l'Euro 1984 i al Mundial de 1990.